# Nemoscolus vigintipunctatus
Nemoscolus vigintipunctatus là một loài nhện trong họ Araneidae.
Loài này thuộc chi Nemoscolus. Nemoscolus vigintipunctatus được Eugène Simon miêu tả năm 1897.